# Louise Emmanuelle de Châtillon
Louise Emmanuelle de Châtillon (1763-1814), princesa de Tarento, fue una noble y escritora francesa perteneciente a la corte. Sirvió como dama de compañía de la reina María Antonieta desde 1782 hasta 1792. Sus memorias tratan sobre su vida durante la Revolución francesa.

## Primeros años
Fue hija de Louis Gaucher, duque de Châtillon, y Adrienne Emilie Félicité de la Baume le Blanc de La Vallière. En 1781 contrajo matrimonio con Charles Bretagne Marie de La Trémoille, príncipe de Tarento y duque de la Trémouille, convirtiéndose al año siguiente en una de las quince damas de la reina.

## Revolución francesa
Tras el estallido de la Revolución, la princesa de Tarento fue uno de los miembros de la corte que acompañó a la familia real a París después de la marcha sobre Versalles en octubre de 1789, siguiendo al servicio de la reina en las Tullerías. Según informes contemporáneos, de Tarento fue una de las amigas más cercanas de la princesa de Lamballe, a quien visitaba frecuentemente en su salón en el Pabellón de Flore.
Durante los hechos acaecidos el 20 de junio de 1792, Louise Emmanuelle, la princesa de Lamballe, Madame de Tourzel, la duquesa de Maillé, Madame de La Roche-Aymon, Marie-Angélique de Mackau, Renée Suzanne de Soucy y Madame de Ginestous, entre otros, rodearon por varias horas a la familia real, con el fin de protegerlos, cuando una muchedumbre atravesó la sala en la que se encontraban profiriendo insultos contra María Antonieta.
Durante los eventos del 10 de agosto, de Tarento y el resto de damas de compañía permanecieron en los aposentos de la reina mientras la familia real abandonaba el palacio en compañía de la princesa de Lamballe y Madame de Tourzel. De acuerdo con Madame Campan, la princesa de Tarento se sintió devastada por no haber podido acompañar a los monarcas, pero logró recomponerse lo suficiente como para abrir las puertas de la cámara a la multitud. Este gesto convenció a la muchedumbre de que la familia real no se hallaba en las Tullerías y de que no había necesidad de asaltar el palacio, lo cual tal vez salvó la vida de las mujeres. Cuando la turbamulta irrumpió en la habitación en la que se encontraban reunidas las damas de compañía, la princesa de Tarento, según Pauline de Tourzel, se acercó a uno de los revolucionarios y le pidió protección. Según informes, cuando los rebeldes entraron en los aposentos de la reina, la dama de compañía de la princesa de Lamballe, la condesa de Ginestous, sufrió un ataque de histeria, cayendo de rodillas y suplicando clemencia, tras lo cual la princesa de Tarento se dirigió al joven que lideraba al grupo y dijo: "esta pobre mujer está, como veis, histérica: ¿podríais amablemente buscarle un lugar seguro?; y a esta joven también", señalando a Pauline de Tourzel; "matadme si queréis, pero tratadlas con respeto", a lo que el joven replicó: "nosotros no peleamos con mujeres; marchaos, todas vosotras, si queréis". De acuerdo con Pauline de Tourzel, el hombre las escoltó a ella y a la princesa de Tarento hasta la salida de las Tullerías. Siguiendo su ejemplo, el resto de damas abandonaron el palacio del mismo modo. Tras ser abandonadas en la calle, la princesa de Tarento y Pauline de Tourzel fueron descubiertas por otro grupo de revolucionarios y encerradas en la cárcel, siendo liberadas inmediatamente después por el director de la prisión. La princesa de Tarento llevó a Pauline con su abuela, pudiendo reunirse al poco tiempo con su madre.
Debido a que la amistad entre ella y la princesa de Lamballe era conocida, de Tarento fue arrestada e interrogada en relación con las personas que vio en el salón de la Princesa de Lamballe en las Tullerías, siendo encarcelada al negarse a testificar contra María Antonieta. Logró salvar su vida durante las masacres de septiembre escapando de la cárcel disfrazada.

## Vida posterior
Emigró a Inglaterra durante el El Terror, viviendo de una pensión otorgada por la hermana de María Antonieta, María Carolina de Austria. De 1797 a 1801 sirvió como dama de compañía de María Feodorovna (Sofía Dorotea de Wurtemberg). Regresó brevemente a Francia en 1801, prefiriendo pasar el resto de su vida en Rusia, donde se convirtió en una figura central en los círculos de emigrados franceses en torno a la condesa Varvara Golovina.
- Datos: Q19976417
- Multimedia: Louise Emmanuelle de Châtillon / Q19976417